# Centropogon sciaphilus
Centropogon sciaphilus är en klockväxtart som beskrevs av Alexander Zahlbruckner. Centropogon sciaphilus ingår i släktet Centropogon och familjen klockväxter. Inga underarter finns listade i Catalogue of Life.